# 三穂田町野田
三穂田町野田（みほたまち のだ）は、福島県郡山市の大字である。郵便番号は963-0122。

## 地理
郡山市南西部の行政区である三穂田町に属する。西で三穂田町鍋山、北で三穂田町駒屋、北東で三穂田町川田、東で安積町牛庭、南で須賀川市仁井田、須賀川市舘ケ岡とそれぞれ隣接する。概ね市町村制施行以前の安積郡野田村の流れを汲む地域である。一級水系阿武隈川水系笹原川支流鶴巻川中流域の平地を主な範囲とする。全域にわたり水田が広がり、集落が点在する。域内を南北に福島県道55号郡山矢吹線が、東西に福島県道294号三穂田須賀川線が貫く。三穂田町富岡に所在する郡山警察署三穂田駐在所、および大槻町に所在する郡山消防署大槻基幹分署がそれぞれ管轄にあたる。

### 主な字
字
- 前田
- 山崎
- 中田
- 向

- 北原
- 中沢目
- 白稲田
- 北田

- 池ノ上
- 南原
- 神鳴山
- 北又山

- 池下
- 向山
- 北原山
- 山神

### 河川・湖沼
一級水系阿武隈川水系
- 鶴巻川（笹原川支流）

## 歴史
- 1876年 - 旧二本松藩領野田新田村が周辺4村と合併し穂積村となる。
- 1879年1月27日 -福島県内における郡区町村制の施行により1876年に統合された村が復活し、野田村と名称を変更し安積郡の村となる。
- 1889年4月1日 - 町村制の施行により周辺4村との合併を再度行い安積郡穂積村が発足する。旧野田村域は穂積村の大字となる。
- 1955年3月10日 - 三和村、安積町大字川田との合併により三穂田村が発足し、三穂田村の大字となる。
- 1965年5月1日 - 三穂田村が郡山市、安積郡全町村および田村郡田村町と合併し新たな郡山市が設立され、郡山市の大字となる。

## 世帯数と人口
2024年1月1日現在の世帯数と人口は以下の通りである。
| 大字         | 世帯数 | 人口  |
| ------------ | ------ | ----- |
| 三穂田町野田 | 52世帯 | 155人 |

## 小・中学校の学区
市立小・中学校に通う場合、学区は以下の通りとなる。
| 番地 | 小学校             | 中学校               |
| ---- | ------------------ | -------------------- |
| 全域 | 郡山市立穂積小学校 | 郡山市立三穂田中学校 |

## 交通

### 道路
- 福島県道55号郡山矢吹線
- 福島県道294号三穂田須賀川線
- 一級市道20号笹川野田線

## 施設等
- セブンイレブン 郡山三穂田店
- 光伝寺
- 天満大神宮